# El Campo Vaccino
El Campo Vaccino es un cuadro realizado por el pintor francés del Barroco Claudio de Lorena. Mide 53 cm (+3) de alto y 72 cm de ancho, y está pintado al óleo sobre lienzo. Fue pintado en 1636 y se encuentra en el Museo del Louvre, en París.

## Historia

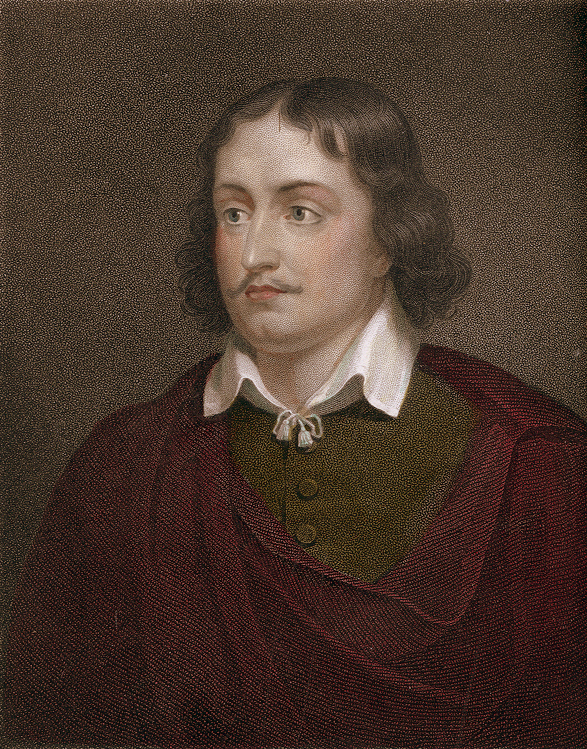
Claudio de Lorena

Claudio de Lorena fue un pintor francés establecido en Italia. Perteneciente al período del arte Barroco, se enmarca en la corriente denominada clasicismo, dentro del cual destacó en la pintura de paisaje. En su obra reflejó un nuevo concepto en la elaboración del paisaje basándose en referentes clásicos —el denominado «paisaje ideal»—, que evidencia una concepción ideal de la naturaleza y del propio mundo interior del artista. Esta forma de tratar el paisaje le otorga un carácter más elaborado e intelectual y se convierte en el principal objeto de la creación del artista, la plasmación de su concepción del mundo, el intérprete de su poesía, que es evocadora de un espacio ideal, perfecto.
Este paisaje fue pintado para el embajador francés en Roma, Philippe de Béthune (1561-1649). Posteriormente fue propiedad de la condesa de Verrue (1737), de Gaignat (1757), Blondel de Gagny (1769), Poullain (1776) y del duque de Cossé-Brissac (1780-1793). Confiscado durante la Revolución francesa, pasó al Museo del Louvre. El lienzo sufrió una adición de tres centímetros en su parte inferior antes de 1781, fecha en que un grabado ya lo reproducía con sus medidas actuales.
Este cuadro formaba pareja (pendant) con Puerto en el Capitolio (1636, Museo del Louvre, París).
Figura en el Liber Veritatis —un cuaderno de dibujos donde Claudio dejaba constancia de todas sus obras para evitar las falsificaciones— con el número 9, donde consta la firma CLAVDIO y, en el reverso, la inscripción faict pour monsig. lambasadeur de France mons.r de betune a Roma Claudio fecit in V.R.

## Descripción

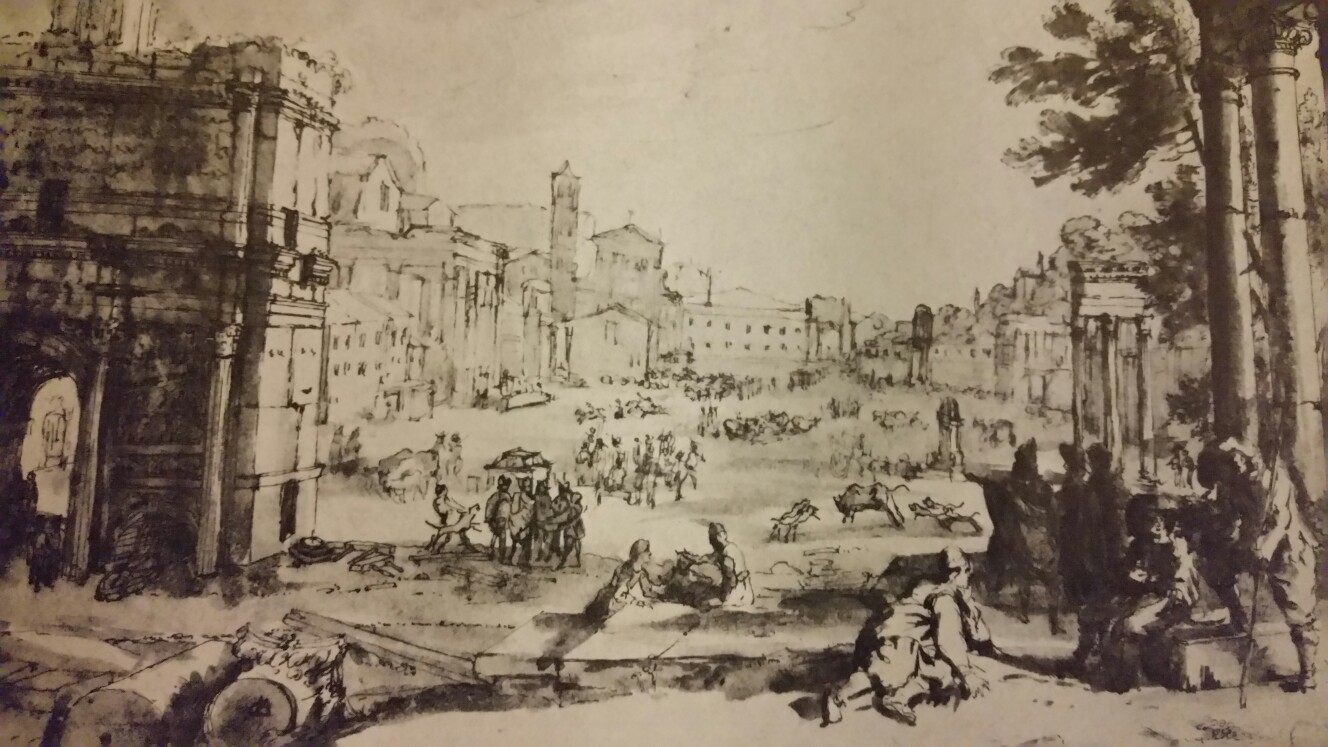
Dibujo nº 9 del Liber Veritatis de Claudio, correspondiente a este cuadro

Este cuadro se enmarca en un período de gran fecundidad que marca el inicio de una etapa de madurez en la producción del artista. Poco a poco Claudio se había ido ganando fama como paisajista, hasta el punto de que en 1635 recibió uno de los mayores encargos del artista: ocho grandes lienzos para el palacio del Buen Retiro, encargados por Felipe IV de España: las obras pintadas para el monarca español son las más monumentales realizadas por el artista hasta el momento y su concepción solemne y majestuosa marca un punto álgido en la producción del artista.
Campo Vaccino era el nombre con que se llamaba entre los siglos xvi y xviii al área donde se encontraban las ruinas del Foro Romano, en Roma. El nombre derivaba de un mercado de ganado vacuno establecido allí, que pervivió hasta la ocupación napoleónica, fecha en que comenzaron las excavaciones arqueológicas en el Foro. Al parecer, el embajador Béthune quería dos vistas de Roma como recuerdo, una de la parte antigua de la ciudad (el Campo Vaccino) y otra de la parte nueva, que es la que aparece en la pareja de este cuadro, Puerto en el Capitolio, donde se aprecia el Capitolio junto al palacio de los Conservadores, actual sede de los Museos Capitolinos con el Palacio Nuevo. De ahí la estricta realidad topográfica reflejada en el cuadro, que casi parece una postal. Estos dos cuadros fueron las únicas vistas de Roma realizadas por Claudio, más tendente a plasmar paisajes en sus lienzos.

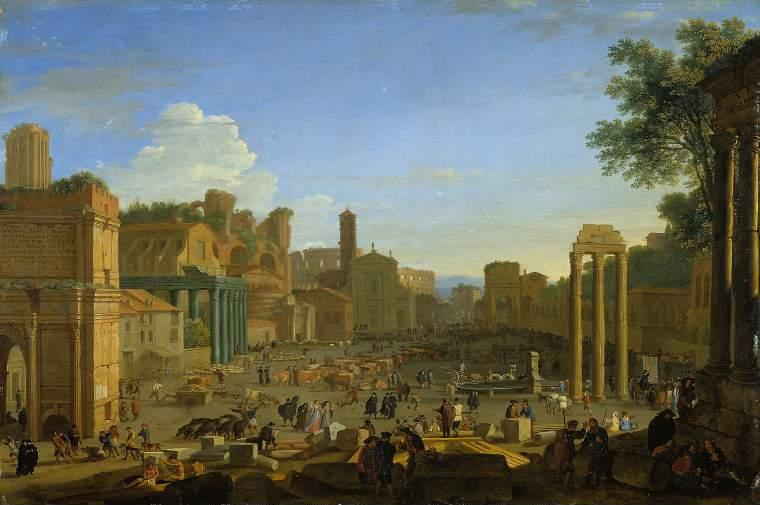
Vista de Campo Vaccino (1631), de Herman van Swanevelt, Fitzwilliam Museum, Cambridge

La vista del cuadro está tomada desde el Capitolio. En la parte derecha del cuadro se alzan tres columnas pertenecientes a las ruinas del templo de Saturno y, tras ellas, unos majestuosos árboles. A los pies de estas columnas hay varios personajes charlando, ataviados con vestimentas de la época. En el lado izquierdo y en un segundo plano se ve la mitad del arco de Septimio Severo, tras que el que se percibe la fachada del templo de Antonino y Faustina. Más al fondo se ven edificios de la Roma de la época, mientras que en la parte central del cuadro, en una explanada, se aprecia el mercado y una multitud de gente que mercadea en él. La parte superior la ocupa un cielo surcado de nubes. Según una radiografía, abajo a la derecha, donde se encuentran las figuras charlando, había en una primera versión del cuadro una columna caída en el suelo, en una composición similar a una obra suya de unos pocos años antes, Capricho con ruinas del Foro Romano (Museum of Fine Arts, Springfield, Massachusetts).
Para la confección de este cuadro Claudio se inspiró tanto a nivel estilístico como iconográfico en varios artistas de la época autores de vistas de Roma, como Pieter van Laer, Jacques Callot o los llamados bamboccianti, un grupo de artistas que efectuaban vistas de Roma y escenas cotidianas de la ciudad con personajes populares generalmente de pequeño tamaño, como en esta obra de Lorena; y, especialmente, Herman van Swanevelt, autor de una Vista de Campo Vaccino (1631, Fitzwilliam Museum, Cambridge) de diseño similar al de Claudio. Sin embargo, así como la obra de Swanevelt es rica en detalles y de un colorido brillante y uniforme, el cuadro de Claudio da preponderancia a la unidad de la escena, alterando incluso las proporciones de algunos edificios, así como a la luminosidad, que es más contrastada, con un primer plano más en sombra y un fondo más diáfano, iluminado por una luz de tono rosado.
De esta obra se conserva un dibujo preparatorio en el British Museum de Londres (R 68, nº 124). Existen varias copias del cuadro, una conservada en la Dulwich Picture Gallery de Londres y otra en la National Gallery of Ireland en Dublín.

Vista del Foro Romano desde el Capitolio